# Alba, Missouri
Alba är en ort i Jasper County i Missouri. Vid 2010 års folkräkning hade Alba 555 invånare.